# Умаров, Абдурахим Зикруллаевич
Абдурахим Зикруллаевич Умаров (узб. Umarov Abdurahim Zikrillaevich; род. 24 августа 1947, Ташкент, Узбекская ССР, СССР) — советский, узбекский ганчкор — резчик по ганчу и дереву, архитектор. Заслуженный деятель искусств Республики Узбекистан (1992), академик Академии художеств Узбекистана (1999), почётный зарубежный член Российской академии художеств (2015).

## Биография
Родился 24 августа 1947 года в Ташкенте. В 1971 году окончил архитектурный факультет Ташкентского политехнического института. С 1971 по 1976 годы работал преподавателем кафедры «Архитектурное проектирование общественных зданий и интерьеров». В 1976 году поступил на работу мастером-ремесленником Ташкентского экспериментального керамического завода. С 1985 года — генеральный директор Республиканского объединения мастеров народного искусства «Усто», с 1997 года — председатель Республиканского специального творческого объединения «Усто». В 1992 году Абдурахиму Умарову было присвоено почётное звание заслуженного деятеля искусств Республики Узбекистан, в 1999 году он был избран действительным членом Академии художеств Узбекистана, в 2015 году —— почётным зарубежным членом Российской академии художеств.
Ученик народного художника Узбекистана потомственного ганчкора Махмуда Усманова. Творческая деятельность Умарова направлена на сохранение богатого культурного наследия узбекского народа, применение традиционного народного декоративно-прикладного искусства в современной архитектуре, приданию ей национального характера. Руководил оформлением значительных архитектурных сооружений Узбекистана: станций метро «Хамза», «Ёшлик», «Пахтакор» Ташкентского метрополитена (1977), Центрального выставочного зала Академии художеств Узбекистана, Музея искусств Узбекистана, Государственного музея истории Тимуридов, Музея памяти жертв репрессий, здания консерватории Узбекистана, Термезского археологического музея, здания Узбекского национального академического драматического театра, Мемориального комплекса имама Аль-Бухари, Мавзолея Бахауддина Накшбанда.

## Награды
- Заслуженный деятель искусств Республики Узбекистан (1992)[1]